# Gerry and the Pacemakers
Gerry and The Pacemakers var et britisk rock/pop band i 1960'erne, og et af de få, der popularitetsmæssigt kunne true The Beatles. Lige som The Beatles kom de fra Liverpool, og de havde ligeledes Brian Epstein som manager.

## Historie
Gerry Marsden dannede gruppen sidst i 1950'erne med sin bror Fred, Les Chadwick og Arthur Mack. De var rivaler til the Beatles i starten af deres karriere, og spillede i de samme etablissementer i Hamborg, Tyskland og Liverpool, England. Mack blev erstattet på klaver af Les Maguire omkring 1961. Blandt deres øvelokaler figurerer Camell Laird-skibsværftet i Birkenhead.
Bandet var det andet, der skrev kontrakt med Brian Epstein, som senere skaffede dem en pladekontrakt med Columbia Records (et søsterselskab til The Beatles mærke Parlophone under EMI). Deres pladeindspilninger begyndte i starten af 1963 med "How Do You Do It?", en sang skrevet af Mitch Murray. Sangeren Adam Faith havde allerede sagt nej til den, og The Beatles ville heller ikke udgive den. (Den var under overvejelse som deres single nummer to, og de indspillede den, men valgte i stedet at udgive deres egen "Please Please Me"). Udgaven med Gerry and The Pacemakers var produceret af George Martin, og den toppede den engelske hitliste, indtil den blev afløst på førstepladsen af "From Me to You", der var The Beatles' tredje single.
Gerry and The Pacemakers' følgende to singler, Mitch Murray's "I Like It" og Rodgers and Hammerstein's "You'll Never Walk Alone", blev også nummer et i UK Singles Chart. Det var aldrig tidligere sket, at nogen havde nået toppen med deres første tre singler, og det skete ikke igen, før Frankie Goes to Hollywood præsterede kunststykket i 1980'erne. "You'll Never Walk Alone" havde været en af Gerry Marsden's favoritsange, siden han så musical'en Carousel i sine drengeår. The Beatles havde ellers tilbudt ham "Hello Little Girl" , men den blev i stedet givet videre til The Fourmost og blev deres første hit. "You'll Never Walk Alone" blev de følgende år en slagsang for tilhængerne af Liverpool F.C..
På trods af al denne succes fra starten, fik Gerry and The Pacemakers ikke flere førstepladser i Storbritannien. Gerry Marsden begyndte selv at skrive de fleste af deres sange, blandt andet "It's All Right", "I'm the One" og "Ferry Cross the Mersey", samt deres første og største hit i USA, "Don't Let the Sun Catch You Crying". Sangene var næsten alle skrevet i bandets lette, poppede og fornøjelige stil. De optrådte også i den moderat vellykkede film Ferry Cross the Mersey fra begyndelsen af 1965, hvortil Marsden havde skrevet en hel del af musikken. 
Senere i 1965 gik det hastigt tilbage med deres popularitet på begge sider af Atlanten. De manglede den fornyelse, the Beatles havde, og de kunne heller ikke vise den rå side, som andre bands i Den Britiske Invasion præsenterede. Et lydbillede med et klaver i stedet for en guitar fik dem også til at fremtræde med en musikalsk sidste salgsdato, der for længst var overskredet. Gruppen blev opløst i oktober 1966, og mange af deres sidste indspilninger blev slet ikke udgivet i Storbritannien. 

## Stambesætning
- Gerry Marsden (født Gerard Marsden, 24. september 1942, i The Dingle, Liverpool) – Guitarist og forsanger.
- Freddie Marsden (født Frederick John Marsden, 23. oktober 1940, i The Dingle, Liverpool – død 9. december 2006) – (Gerry's bror ) – Trommer
- Les Maguire (født Leslie Charles Maguire, 27. december 1941, i Wallasey, Cheshire) – Klaver
- Les Chadwick (født John Leslie Chadwick, 1. maj 1943, i Liverpool) – Bas

## Efter Pacemakers
Gerry Marsden fortsatte sin karriere som TV-personlighed og optrådte på West End i musical'en Charlie Girl. Med et nyt hold Pacemakers har han indspillet dobbelt så mange albums, som han gjorde i 1960'erne, herunder et med Beatles' sange. I 1980'erne fik han endnu et hit som medlem af The Crowd, og i 1989 med Paul McCartney, The Christians og Holly Johnson i en genindspilning af to af sine gamle hits. Overskuddet fra dem gik til de pårørende fra stadion-ulykkerne i Bradford og Hillsborough.
In 2001 indspillede han en hyldest til John Lennon, "Much Missed Man", skrevet 20 år tidligere af musikeren Joe Flannery.
Freddie Marsden fik arbejde hos British Telecom. He stablede sit trommesæt i garagen og rørte det ikke siden. Marsden døde 9. december 2006, i Southport, 66 år gammel. 
Les Maguire meldte sig til Royal Navy, og er ved enkelte lejligheder blevet genkendt som klaverspiller i Wallasey i nærheden af Liverpool. 
Les Chadwick flyttede til Australien, hvor han med succes grundlagde et rekrutteringsbureau. 

## Diskografi

### UK singler
- Mar 1963 "How Do You Do It?" #1
- Maj 1963 "I Like It" #1
- Okt 1963 "You'll Never Walk Alone" #1
- Jan 1964 "I'm the One" #2
- Apr 1964 "Don't Let the Sun Catch You Crying" #6
- Sep 1964 "It's Gonna Be Alright" #24
- Dec 1964 "Ferry Cross the Mersey" #8
- Mar 1965 "I'll Be There" #15
- Nov 1965 "Walk Hand in Hand" #29
- Feb 1966 "La La La" Ikke placeret
- Sep 1966 "Girl on a Swing" Ikke placeret

### UK albums
- How Do You Like It? (Oktober 1963) #2
- Ferry Cross the Mersey soundtrack, også andre optrædende (Marts 1965) #19

### U.S. singler
I USA kom der en anderledes serie singler fra Gerry and The Pacemakers, fordi deres selskab Laurie Records lavede flere albums, og der var mindst to singler, som aldrig udkom i England. Det var almindelig praksis på den tid. Det samme skete med The Beatles og Dave Clark 5. Højeste placering er hentet fra Billboard Hot 100.
- 1964 "Don't Let the Sun Catch You Crying" #4
- 1964 "How Do You Do It?" #6
- 1964 "I Like It" #17
- 1965 "I'll Be There" #14
- 1965 "Ferry Cross the Mersey" #6
- 1965 "It's Gonna Be Alright" #23
- 1966 "Girl on a Swing" #28

### U.S. albums
- Don't Let The Sun Catch You Crying (Juli 1964) #29
- Gerry & The Pacemakers' Second Album (November 1964) Ikke placeret
- Ferry Cross the Mersey [soundtrack] (Februar 1965) #12
- I'll Be There! (Februar 1965) Ikke placeret
- Gerry and The Pacemakers Greatest Hits (Maj 1965) #103
- Girl on a Swing (December 1966) Ikke placeret